# Baltazar (landgraf Turyngii)
Baltazar (ur. 21 grudnia 1336 w Weißenfels, zm. 18 maja 1406 w Wartburgu) – margrabia Miśni i landgraf Turyngii (wraz z braćmi) od 1349 do 1382 r., landgraf Turyngii (samodzielnie) od 1382 r. z dynastii Wettinów.
Był drugim synem margrabiego Miśni i landgrafa Turyngii Fryderyka II Poważnego. Po śmierci ojca w 1349 r. trzej bracia (Fryderyk III Srogi, Baltazar i Wilhelm I Jednooki) objęli jego dziedzictwo, przy czym dominującą rolę odgrywał najstarszy z nich, Fryderyk (czwarty brat, Ludwik przeznaczony był do kariery kościelnej). Baltazar brał udział w licznych wojnach, m.in. w zmaganiach wojny stuletniej. Dopiero po śmierci Fryderyka Srogiego w 1381 r. pozostali członkowie rodu dokonali podziału jego państwa: Baltazarowi przypadła Miśnia, Wilhelmowi Turyngia, a dwóm synom Fryderyka Srogiego, Fryderykowi i Wilhelmowi niewielkie terytorium z Lipskiem i Altenburgiem.
Baltazar był dwukrotnie żonaty. Najpierw z Elżbietą z rodu burgrabiów Norymbergi, a następnie z Anną, córką Wacława, elektora saskiego z dynastii Askańczyków. Doczekał się dwojga dzieci z pierwszego małżeństwa: córki Anny (żony elektora saskiego Rudolfa III, brata jej macochy) i syna Fryderyka, który został landgrafem Turyngii po śmierci Baltazara.